# هاربور هایتس (فلوریدا)
هاربور هایتس (به انگلیسی: Harbour Heights) یک منطقهٔ مسکونی در ایالات متحده آمریکا است که در شهرستان شارلوت، فلوریدا واقع شده‌است. هاربور هایتس ۶٫۳ کیلومتر مربع مساحت و ۲٬۹۸۷ نفر جمعیت دارد و ۳ متر بالاتر از سطح دریا واقع شده‌است.